# 名鉄小牧ホテル
名鉄小牧ホテル（めいてつこまきホテル）は、愛知県小牧市にあるホテル。名鉄小牧線 小牧駅の駅ビル内にあり、名鉄犬山ホテルが運営している。

## 歴史
1989年（平成元年）には名鉄小牧線 小牧駅が地下化され、1990年（平成2年）11月2日には駅ビル内に名鉄小牧ホテルが開業した。
名鉄小牧線が長年名古屋市内の地下鉄と繋がっていなかったことや、始発駅である名鉄犬山線をはじめとする他の名鉄線との接続が考慮されていなかったり、小牧市が東名高速道路・名神高速道路・中央自動車道の各高速道路や国道41号（名濃バイパス）・国道155号等の影響で自動車での移動が中心の場所であることなどから、一時期は業績不振に陥って閉鎖が検討された。宴会部門を廃止し、3階及び4階は他社に開放した上で、5階以上に宿泊室を設けることで、宿泊機能のみに特化して運営が続けられた。
2019年（令和元年）9月、運営者である名鉄犬山ホテルが建替えや外資系企業による運営に移行するため、営業を終了した。これにともなって料飲部門の一部が名鉄小牧ホテルに引き継がれ、3階宴会場の使用および結婚式の受付を再開している。2020年（令和2年）には開業30周年を迎えた。